# Barrio de Cristo Rey
Barrio de Cristo Rey är en ort i Mexiko.   Den ligger i kommunen Xilitla och delstaten San Luis Potosí, i den centrala delen av landet, 220 km norr om huvudstaden Mexico City. Barrio de Cristo Rey ligger 872 meter över havet och antalet invånare är 467.
Terrängen runt Barrio de Cristo Rey är bergig västerut, men österut är den kuperad. Terrängen runt Barrio de Cristo Rey sluttar österut. Runt Barrio de Cristo Rey är det ganska tätbefolkat, med 90 invånare per kvadratkilometer. Närmaste större samhälle är Xilitla, 2,7 km sydost om Barrio de Cristo Rey. I omgivningarna runt Barrio de Cristo Rey växer i huvudsak städsegrön lövskog.